# Crkva Gospe od Sniga na Dridu
Crkva Gospe od Sniga na Dridu je rimokatolička crkva nalazi se području općine Marine.
Ova je crkva jedno od najvažnijih i najstarijih marijanskih svetišta u dalmaciji, koju pohode hodočasnici iz čitave Dalmacije. Mise se održavaju 5. kolovoza, na blagdan Gospe Snježne, 5. kolovoza i na Uskrsni ponedjeljak kad se obavlja i blagoslov polja.

## Položaj
Crkva se nalazi se brdu Dridu, 1 km sjeveroistočno od Marine. Brdo Drid dominira cijelim okolnim prostorom, a okruženo je okružen poljima i morem. Ima 2 vrha, smještena u pravcu sjeverozapad-jugoistok. Sjeverozapadni Veli vrh je viši, a jugoistočni Mali vrh je niži. Čitavim Dridom dominira crkva Gospe od Sniga na Velom vrhu.

## Opis
Crkva je pravokutnog oblika, dimenzija otprilike 17 x 5,7 metara, orijentirana u pravcu istok-zapad, s poligonalnom apsidom na istoku. Građena je od pravilnih kamenih blokova, ali različitih veličina, što ukazuje na brojne preinake. Interijerom dominira kameni oltar s likom Boga u kojem je smještena Gospina slika.

## Štovanje Gospe Dridske
Slika Gospe Dridske je bila u ovoj je crkvi do oko 1500. godine, kada je, zbog opasnosti od Turaka, presenena na otok Čiovo, gdje se oko nje ubrzo formira svetište u kojemu se smještaju fratri. Svetište prerasta u franjevački samostan sv. Ante na Dridu, pri čemu je ime samostana temeljeno na imenu prethodne lokacije slike.
Gospa od Sniga se danas štuje na lokalnoj razini, ali u srednjem vijeku je, zbog navodno čudotvorne slike Gospe Dridske,  ovo marijansko svetište bilo mnogo značajnije, usporedivo s današnjim štovanjem Gospe Sinjske u Dalmaciji.
Ikona se oko 1600. godine raspala od starosti, pa danas ne znamo njezin izvorni izgled. Pretpostavlja se da datira iz 13. stoljeća, a moguće je da se radi i o starijoj svetinji iz ranokršćanskog doba.

## Povijest
Crkva je podignuta u 6. stoljeću, a postoje indicije da je podignuta nad ranijom građevinom iz 5. i 6. stoljeća, također posvećenoj Mariji, te da se ispod temelja crkve još uvijek nalaze ostaci stare crkve. Takvo bi otkriće dokazalo da je štovanje Bogorodice na Dridu započelo u ranokršćanskom dobu.
Datacija crkve se temelji na konstrukcija luka iznad vrata, jedan natpis u kamenu iz tog perioda i dio ranokršćanskog sarkofaga uzidan u zid crkve s prikazom reljefnog križa. U neposrednoj blizini crkve je i danas funkcionalni bunar, koji se također smješta u ranokršćansko doba.
Crkva je izgrađena u sklopu kasnoantičke i srednjovjekovne utvrde Drid, koja se prvi put u pisanim povijesnim izvorima između 6. i 7. stoljeća navodi pod imenom Dridum.
Dolaskom Hrvata, Drid između 8. i 9. st. postaje središte starohrvatske župe Drid. Hrvati su nakon dolaska zauzeli utvrdu, a s njom i crkvu. moguće je da je crkva pritom bila uništena, međutim jaka kršćanska tradicija na Dridu kod preživjelog romanskog stanovništva imali su utjecaj na širenje kršćanstva kod novopridošlih Hrvata.
Poznati arapski putopisac opisuje Drid u 12. stoljeću:
Ovaj se kraj u srednjem vijeku naziva Bosiljina i stalno je poprište borbi i sporova između: trogirske komune i biskupa, Trogirana i Šibenčana, Trogirana i Splićana te knezova Bribirskih. Nakon trogirskog kneza Vučine, pripadnika roda Šubića – Bribirskih u 13. stoljeću ugarsko-hrvatski kraljevi teritorij nekadašnje županije i utvrde Drid daruju trogirskoj crkvi od kada postaje i sastavni dio trogirskog teritorija.
Crkva je više puta povišena i produžena, zadržavajući originalni oblik, a o pregrađivanju svjedoči i natpis u kamenu iznad južnih vrata NAČAST G OSNIGA SAGRADU M HRVATI 1935., a i kameni blokovi različitih veličina.

### Obnova 2016.
Crkva je u proljeće 2015., usljed orkanske bure ostala bez krova. Na inicijativu marinskog župnika don Damira Poljaka započinje njezina obnova, a ministarstvo kulture i općina Marina financirali su izradu arhitektonskog snimka i promjenu kompletne krovne konstrukcije. Radovi su završeni 2016. godine.

### Arheološki nalazi oko crkve
Oko crkve su sačuvani dijelovi suhozida iz predantičkog doba te ostaci dvije faze gradnje koje spajaju oba vrha: kasnoantičke kule i ranosrednjovjekovni bedem.
Na velikom neobrađenom kamenu, koji se nalazi ispred crkve, nalazi se natpis koji glasi: D(A) O(N) BLAŽENI, T(K)O ME PRIOBERNE, TOME NEĆE BITI MANI, odnosno, Sreća onomu tko će me obrnuti, on ne bi to trebao uzalud činiti. 

## Vanjske poveznice
|  | Zajednički poslužitelj ima još gradiva o temi Crkva Gospe od Sniga na Dridu |

- Crkva Gospe od Sniga – Drid - galerija slika